# ولردا
ولردا (به انگلیسی: Vellarada) یک روستا در هند است که در تریواندروم واقع شده‌است.

## خصوصیات
ولردا ۳۱٬۳۸۴ نفر جمعیت دارد.